# UFC 308
UFC 308: Topuria vs. Holloway — турнир по смешанным единоборствам, организованный Ultimate Fighting Championship, который был проведён 26 октября 2024 года на спортивной арене «Etihad Arena», расположенной на острове Яс (так называемый «Бойцовский остров UFC»), вблизи города Абу-Даби, ОАЭ.

## Подготовка турнира

### Главные события турнира
В качестве заглавного события запланирован бой за титул чемпиона UFC в полулёгком весе, в котором должны встретиться действующий чемпион организации испанец грузинского происхождения Илия Топурия и бывший чемпион UFC в полулёгком весе (также претендент на титул временного чемпиона UFC в лёгком весе) американец Макс Холлоуэй (#2 в рейтинге). Диегу Лопес был официально запланирован страхующим бойцом для этого боя на случай, если один из бойцов снимется с поединка.
| Заглавное событие - Полулёгкий вес - Бой за титул чемпиона | Заглавное событие - Полулёгкий вес - Бой за титул чемпиона | Заглавное событие - Полулёгкий вес - Бой за титул чемпиона |
| --- | --- | ---------------------------------------------------------- |
| Илия Топурия | | Макс Холлоуэй                                              |
| ილია თოფურია / ILIA TOPURIA "El Matador" (Матадор) 27 лет (21.01.1997) Рост 170 см, размах рук 175 см, вес 65,8 кг Гражданство: / Происхождение: Место рождения: Халле, Северный Рейн-Вестфалия, Германия Представляет: Аликанте, Валенсия, Испания "Climent Club" Дебют в UFC - 10.10.2020 (с рекордом 8-0) Бонусы "Fight of the Night" (1) / "Perfomance of the Night" (3) Действующий чемпион UFC в полулёгком весе (02.2024-н.в.) Чемпион Cage Warriors в легчайшем весе (2018) Чемпион Mix Fight в полулёгком весе 2016) | JEROME MAX KELI`I HOLLOWAY "Blessed" (Благословенный) 32 года (04.12.1991) Рост 180 см, размах рук 175 см, вес 65,8 кг Гражданство: Происхождение: Место рождения: Гонолулу, Гавайи, США Представляет: Вайанаэ, Гавайи, США "Gracie Technics" Дебют в UFC - 04.02.2012 (с рекордом 4-0) Бонусы "Fight of the Night" (7) / "Perfomance of the Night" (6) Претендент на титул чемпиона UFC в полулёгком весе Действующий обладатель титула "BMF" (04.2024-н.в.) Претендент на титул чемпиона UFC в полулёгком весе (2022) Претендент на титул чемпиона UFC в полулёгком весе (2020) Чемпион UFC в полулёгком весе (06.2017-12.2019, защиты 3/4) Временный чемпион UFC в полулёгком весе (12.2016-06.2017) |                                                            |
| Последние бои: 17.02.2024, Александр Волкановски (ч), KO2 24.06.2023, Джош Эмметт (#5), UDEC 10.12.2022, Брайс Митчелл (#9), SUB2 19.03.2022, Джай Герберт, KO2 10.07.2021, Райан Холл, KO1 | Последние бои: KO5, Джастин Гейджи, 14.04.2024 KO3, Чон Чхан Сон (#8), 26.08.2023 UDEC, Арнольд Аллен (#4), 15.04.2023 UDEC, Александр Волкановски (ч), 02.07.2022 UDEC, Яир Родригес (#4), 13.11.2021 |                                                            |

Вторым по значимости событием турнира станет бой в среднем весе, в котором должны встретиться бывший чемпион UFC в этой весовой категории Роберт Уиттакер (#3 в рейтинге) и Хамзат Чимаев (#13 в рейтинге). Изначально этот поединок должен был возглавить турнир UFC on ABC 6 в июне 2024 года, но тогда Чимаев был вынужден сняться с турнира из-за болезни.
| Соглавное событие - Средний вес | Соглавное событие - Средний вес | Соглавное событие - Средний вес |
| --- | --- | ------------------------------- |
| Роберт Уиттакер | | Хамзат Чимаев                   |
| ROBERT JOHN WHITTAKER "The Reaper" (Жнец) 33 года (20.12.1990) Рост 182 см, размах рук 187 см, вес 84,1 кг Гражданство: Происхождение: / (Маори) Место рождения: Окленд, Новая Зеландия Представляет: Сидней, Австралия "PMA Super Martial Arts" / "Gracie Jiu Jitsu Smeaton Grange" Дебют в UFC - 14.12.2012 (с рекордом 9-2) Бонусы "Fight of the Night" (5) / "Perfomance of the Night" (4) Претендент на титул чемпиона UFC в среднем весе (2022) Чемпион UFC в среднем весе (12.2017-10.2019) Временный чемпион UFC в среднем весе (07.2017-12.2017) Победитель The Ultimate Fighter: The Smashes (2012) | ХАМЗАТ ХИЗАРОВИЧ ЧИМАЕВ "Borz" (Борз / чеч. Волк) 30 лет (01.05.1994) Рост 188 см, размах рук 191 см, вес 84,4 кг Гражданство: / Происхождение: ( Чеченцы) Место рождения: Гвардейское, Чечня, Россия Представляет: Абу-Даби, ОАЭ "Fight Club Akhmat" Дебют в UFC - 15.07.2020 (с рекордом 6-0) Бонусы "Fight of the Night" (1) / "Perfomance of the Night" (4) |                                 |
| Последние бои: 22.06.2024, Икрам Алискеров, KO1 17.12.2024, Паулу Коста (#6), UDEC 08.07.2023, Дрикус дю Плесси (#5), TKO2 03.09.2022, Марвин Веттори (#2), UDEC 12.02.2022, Исраэль Адесанья (ч), UDEC | Последние бои: MDEC, Камару Усман (#1, средний вес), 21.10.2023 SUB1, Кевин Холланд (промежут. вес), 10.09.2022 UDEC, Гилберт Бёрнс (#2, полуср. вес), 09.04.2022 SUB1, Ли Цзинлян (#11, полуср. вес), 30.10.2021 KO1, Джеральд Миршарт (средний вес), 19.09.2021                                                                                               |                                 |

### Изменения карда турнира
При подготовке турнира были анонсированы, но впоследствии отменены следующие поединки:
- Бой-реванш в тяжёлом весе, в котором должны были встретиться бывший временный чемпион UFC в тяжёлом весе француз Сирил Ган (#2 в рейтинге) и бывший чемпион Bellator в тяжёлом весе россиянин Александр Волков (#3 в рейтинге)[7]. Бой был перенесён на UFC 310 из-за травмы колена у Волкова[8][9].
- Бой в тяжёлом весе, в котором должны были встретиться Маркус Рожериу ди Лима (#14 в рейтинге) и Кеннеди Нзечукву[10]. 12 сентября стало известно, что Лима снялся с боя по нераскрытым причинам и его заменит Джастин Тафа[11]. В последующем Тафа также снялся с боя из-за травмы и на замену на коротком уведомлении вышел Крис Барнетт[12].
- Бой в полусреднем весе, в котором должны были встретиться россиянин Ринат Фахретдинов и Нурсултон Рузибоев[13]. За неделю до турнира Рузибоев снялся с боя из-за травмы и его заменил бывший чемпион LFA в полусреднем весе и новичок организации Карлус Леал[14].
- Бой в легчайшем весе, в котором должны были встретиться россиянин Саид Нурмагомедов и Даниэл Сантус.[15] За неделю до турнира Сантус снялся с боя по нераскрытым причинам и бой был отменён.[15]

### Анонсированные бои
| Бой | Весовая категория | Участники боёв и их статистика перед боем (рекорд ММА / рекорд UFC / серия) | Участники боёв и их статистика перед боем (рекорд ММА / рекорд UFC / серия) | Участники боёв и их статистика перед боем (рекорд ММА / рекорд UFC / серия) | Участники боёв и их статистика перед боем (рекорд ММА / рекорд UFC / серия) | Участники боёв и их статистика перед боем (рекорд ММА / рекорд UFC / серия) | Участники боёв и их статистика перед боем (рекорд ММА / рекорд UFC / серия) | Участники боёв и их статистика перед боем (рекорд ММА / рекорд UFC / серия) | Участники боёв и их статистика перед боем (рекорд ММА / рекорд UFC / серия) | Участники боёв и их статистика перед боем (рекорд ММА / рекорд UFC / серия) | Участники боёв и их статистика перед боем (рекорд ММА / рекорд UFC / серия) | Участники боёв и их статистика перед боем (рекорд ММА / рекорд UFC / серия) | Участники боёв и их статистика перед боем (рекорд ММА / рекорд UFC / серия) |
|     |                   | Главный кард (Main Card, PPV)                                               |                                                                             |                                                                             |                                                                             |                                                                             |                                                                             |                                                                             |                                                                             |                                                                             |                                                                             |                                                                             |                                                                             |
| 1   | Полулёгкий вес    | Илия Топурия Ilia «El Matador» Topuria                                      | Ч                                                                           | 15-0                                                                        | 7-0                                                                         | +15                                                                         | vs.                                                                         | Макс Холлоуэй Max «Blessed» Holloway                                        | #2 BMF, exЧ                                                                 | 26-7                                                                        | 22-7                                                                        | +3                                                                          | [ 16 ]                                                                      |
| 2   | Средний вес       | Роберт Уиттакер Robert «The Reaper» Whittaker                               | #3 exЧ, TUF(W)                                                              | 27-7                                                                        | 17-5                                                                        | +2                                                                          | vs.                                                                         | Хамзат Чимаев Khamzat «Borz» Chimaev                                        | #13 exT(3*)                                                                 | 13-0                                                                        | 7-0                                                                         | +13                                                                         | [ 17 ]                                                                      |
| 3   | Полутяжёлый вес   | Магомед Анкалаев Magomed Ankalaev                                           | #1exП                                                                       | 19-1-1 (1)                                                                  | 10-1-1 (1)                                                                  | +1                                                                          | vs.                                                                         | Александар Ракич Aleksandar «Rocket» Rakic                                  | #5 exT(2)                                                                   | 14-4                                                                        | 6-3                                                                         | -2                                                                          | [ 18 ]                                                                      |
| 4   | Полулёгкий вес    | Лерон Мёрфи Leron «The Miracle» Murphy                                      | #12 exT(11)                                                                 | 14-0-1                                                                      | 6-0-1                                                                       | +6                                                                          | vs.                                                                         | Дэн Иге «50k» Dan Ige                                                       | #14 exT(8), CS                                                              | 18-8                                                                        | 10-7                                                                        | -1                                                                          | [ 19 ]                                                                      |
| 5   | Средний вес       | Шарабутдин Магомедов Shara «Bullet» Magomedov                               |                                                                             | 14-0                                                                        | 3-0                                                                         | +14                                                                         | vs.                                                                         | Армен Петросян Armen «Superman» Petrosyan                                   | CS                                                                          | 8-3                                                                         | 3-2                                                                         | -1                                                                          | [ 20 ]                                                                      |
|     |                   | Предварительный кард (Prelims, ESPN+)                                       |                                                                             |                                                                             |                                                                             |                                                                             |                                                                             |                                                                             |                                                                             |                                                                             |                                                                             |                                                                             |                                                                             |
| 6   | Полутяжёлый вес   | Ибо Аслан Ibo «The Last Ottoman» Aslan                                      | CS                                                                          | 13-1                                                                        | 1-0                                                                         | +5                                                                          | vs.                                                                         | Раффаэл Серкейра Raffael «The Lion» Cerqueira                               | д                                                                           | 11-0                                                                        | -                                                                           | +11                                                                         | [ 21 ]                                                                      |
| 7   | Полусредний вес   | Джефф Нил Geoff «Handz of Steel» Neal                                       | #10 exT(6), CS                                                              | 15-6                                                                        | 7-4                                                                         | -2                                                                          | vs.                                                                         | Рафаэл дус Анжус Rafael Dos Anjos                                           | #15* exЧ*                                                                   | 32-16                                                                       | 21-14                                                                       | -2                                                                          | [ 22 ]                                                                      |
| 8   | Лёгкий вес        | Матеуш Рембецкий Mateusz «Rebeasti» Rębecki                                 | CS                                                                          | 19-2                                                                        | 3-1                                                                         | -1                                                                          | vs.                                                                         | Мыктыбек Оролбай Myktybek Orolbai                                           |                                                                             | 13-1-1                                                                      | 2-0                                                                         | +8                                                                          | [ 23 ]                                                                      |
| 9   | Средний вес       | Абусупьян Магомедов Abus Magomedov                                          |                                                                             | 26-6-1                                                                      | 2-2                                                                         | +1                                                                          | vs.                                                                         | Брунну Феррейра Brunno «The Hulk» Ferreira                                  | CS                                                                          | 12-1                                                                        | 3-1                                                                         | +2                                                                          | [ 24 ]                                                                      |
| 10  | Тяжёлый вес       | Кеннеди Нзечукву Kennedy «African Savage» Nzechukwu                         | exT(15), CS                                                                 | 12-5                                                                        | 6-5                                                                         | -2                                                                          | vs.                                                                         | Крис Барнетт▲ Chris «Beastboy» Barnett                                      |                                                                             | 23-8                                                                        | 2-2                                                                         | +1                                                                          | [ 25 ]                                                                      |
| 11  | Лечайший вес      | Фарид Башарат Farid «Ferocious» Basharat                                    | CS                                                                          | 12-0                                                                        | 3-0                                                                         | +12                                                                         | vs.                                                                         | Витор Уго Victor «Striker» Hugo                                             | CS                                                                          | 25-4                                                                        | 1-0                                                                         | +14                                                                         | [ 26 ]                                                                      |
| 12  | Средний вес       | Исмаил Наурдиев Ismail Naurdiev                                             | TUF                                                                         | 23-7                                                                        | 2-2                                                                         | +1                                                                          | vs.                                                                         | Бруну Силва Bruno «Blindado» Silva                                          | TUF                                                                         | 23-11                                                                       | 4-5                                                                         | -3                                                                          | [ 27 ]                                                                      |
| 13  | Полусредний вес   | Ринат Фахретдинов Rinat «Gladiator» Fakhretdinov                            | exT(15)                                                                     | 23-2-1                                                                      | 4-0-1                                                                       | +1                                                                          | vs.                                                                         | Карлус Леал▲ Carlos «The Lion» Leal                                         | д                                                                           | 21-5                                                                        | -                                                                           | +2                                                                          | [ 28 ]                                                                      |
|     |                   | Отменённые бои                                                              |                                                                             |                                                                             |                                                                             |                                                                             |                                                                             |                                                                             |                                                                             |                                                                             |                                                                             |                                                                             |                                                                             |
|     | Тяжёлый вес       | Маркус Рожериу де Лима▼ Marcos «Pezão» Rogerio de Lima                      | #14 TUF                                                                     | 22-9-1                                                                      | 11-7                                                                        | +1                                                                          | vs.                                                                         | Кеннеди Нзечукву Kennedy «African Savage» Nzechukwu                         | exT(15), CS                                                                 | 12-5                                                                        | 6-5                                                                         | -2                                                                          | [ 29 ]                                                                      |
|     | Тяжёлый вес       | Сирил Ган Ciryl «Bon Gamin» Gane                                            | #2 exЧВ                                                                     | 12-2                                                                        | 9-2                                                                         | +1                                                                          | vs.                                                                         | Александр Волков▼ Alexander «Drago» Volkov                                  | #3                                                                          | 38-10                                                                       | 12-4                                                                        | +4                                                                          | [ 30 ]                                                                      |
|     | Тяжёлый вес       | Кеннеди Нзечукву Kennedy «African Savage» Nzechukwu                         | exT(15), CS                                                                 | 12-5                                                                        | 6-5                                                                         | -2                                                                          | vs.                                                                         | Джастин Тафа▲▼ Justin «Bad Man» Tafa                                        |                                                                             | 7-4 (1)                                                                     | 4-4 (1)                                                                     | -1                                                                          | [ 31 ]                                                                      |
|     | Полусредний вес   | Ринат Фахретдинов Rinat «Gladiator» Fakhretdinov                            | exT(15)                                                                     | 23-2-1                                                                      | 4-0-1                                                                       | +1                                                                          | vs.                                                                         | Нурсултон Рузибоев▼ Nursulton «Black» Ruziboev                              |                                                                             | 34-9-2 (2)                                                                  | 2-1                                                                         | -1                                                                          | [ 32 ]                                                                      |
|     | Легчайший вес     | Саид Нурмагомедов Said Nurmagomedov                                         | exT(12)                                                                     | 18-3                                                                        | 7-2                                                                         | +1                                                                          | vs.                                                                         | Даниэл Сантус▼ Daniel «Willycat» Santos                                     |                                                                             | 11-2                                                                        | 2-1                                                                         | +2                                                                          | [ 33 ]                                                                      |

Условные обозначения: #5 (1) — текущее (лучшее) место бойца в рейтинге, exЧ(В) — бывший чемпион (временный), exП(В) — бывший претендент на титул чемпиона (временного), exТ(3) — боец входил в рейтинг Топ-15 (лучшее место в рейтинге), д — дебютант, CS — боец участвовал в Претендентской серии Дэйны Уайта, RTU — боец участвовал в шоу Road To UFC, TUF — боец участвовал в шоу The Ultimate Fighter, TUF(W/F) — боец являлся победителем/финалистом The Ultimate Fighter, WEC/SF — боец выступал в WEC или Strikeforce до объединения этих организаций с UFC.

## Церемония взвешивания
Результаты официальной церемонии взвешивания бойцов перед турниром.
| Весовая категория и допустимый лимит в фунтах | Весовая категория и допустимый лимит в фунтах | Участники боёв и их вес в фунтах | Участники боёв и их вес в фунтах | Участники боёв и их вес в фунтах | Участники боёв и их вес в фунтах |
| --------------------------------------------- | --------------------------------------------- | -------------------------------- | -------------------------------- | -------------------------------- | -------------------------------- |
| Полулёгкий вес (титульный бой)                | 145                                           | Илия Топурия                     | 145                              | Макс Холлоуэй                    | 145                              |
| Средний вес                                   | 185 (+1)                                      | Роберт Уиттакер                  | 185,5                            | Хамзат Чимаев                    | 186                              |
| Полутяжёлый вес                               | 205 (+1)                                      | Магомед Анкалаев                 | 204,5                            | Александар Ракич                 | 206                              |
| Полулёгкий вес                                | 155 (+1)                                      | Лерон Мёрфи                      | 145,5                            | Дэн Иге                          | 146                              |
| Средний вес                                   | 185 (+1)                                      | Шарабутдин Магомедов             | 185                              | Армен Петросян                   | 186                              |
| Полутяжёлый вес                               | 205 (+1)                                      | Ибо Аслан                        | 205                              | Раффаэл Серкейра                 | 203                              |
| Полусредний вес                               | 170 (+1)                                      | Джефф Нил                        | 171                              | Рафаэл дус Анжус                 | 171                              |
| Лёгкий вес                                    | 155 (+1)                                      | Матеуш Рембецкий                 | 160*                             | Мыктыбек Оролбай                 | 159*                             |
| Средний вес                                   | 185 (+1)                                      | Абусупьян Магомедов              | 185                              | Брунну Феррейра                  | 185,5                            |
| Тяжёлый вес                                   | 265 (+1)                                      | Кеннеди Нзечукву                 | 241                              | Крис Барнетт                     | 264                              |
| Легчайший вес                                 | 135 (+1)                                      | Фарид Башарат                    | 137**                            | Витор Уго                        | 145,5**                          |
| Средний вес                                   | 185 (+1)                                      | Исмаил Наурдиев                  | 185                              | Бруну Силва                      | 186                              |
| Полусредний вес                               | 170 (+1)                                      | Ринат Фахретдинов                | 171                              | Карлус Леал                      | 169,5                            |

При проведении церемонии взвешивания бой в лёгком весе между Матеушем Рембецким и Мыктыбеком Оролбаем был заменён на бой в промежуточном весе до 160 фунтов. Кроме того, на взвешивании первоначально заключённый контракт на бой в легчайшем весе между Фаридом Башаратом и Витором Уго был изменён на бой в полулегком весе после того, как Уго показал вес 145,5 фунтов (что на 9,5 фунтов больше лимита в легчайшем весе). Несмотря на то, что Башарат весил 137 фунтов, он согласился разрешить провести бой в полулёгком весе.

## Результаты турнира
В главном бою вечера Илия Топурия победил Макса Холлоуэя нокаутом в 3-м раунде и защитил титул чемпиона UFC в полулёгком весе.
| Статистика поединка: | Статистика поединка: | Статистика поединка:                          | Статистика поединка:                          | Статистика поединка: | Статистика поединка: | Статистика поединка: | Статистика поединка: | Статистика поединка: | Статистика поединка: | Статистика поединка: | Статистика поединка: | Статистика поединка: | Статистика поединка: | Статистика поединка: | Статистика поединка: | Статистика поединка: | Статистика поединка: | Статистика поединка: |
| Участник             | Нокдауны             | Акцентрованные удары (по цели/всего/точность) | Акцентрованные удары (по цели/всего/точность) | По раундам           | По раундам           | По раундам           | По раундам           | По раундам           | По цели              | По цели              | По цели              | По позиции           | По позиции           | По позиции           | Тейкдауны            | Тейкдауны            | Контроль             | Попытка приема       |
| Участник             | Нокдауны             | Акцентрованные удары (по цели/всего/точность) | Акцентрованные удары (по цели/всего/точность) | 1Р                   | 2Р                   | 3Р                   | 4Р                   | 5Р                   | Голова               | Корпус               | Ноги                 | Дистанция            | Клинч                | Партер               | Тейкдауны            | Тейкдауны            | Контроль             | Попытка приема       |
| -------------------- | -------------------- | --------------------------------------------- | --------------------------------------------- | -------------------- | -------------------- | -------------------- | -------------------- | -------------------- | -------------------- | -------------------- | -------------------- | -------------------- | -------------------- | -------------------- | -------------------- | -------------------- | -------------------- | -------------------- |
| Илия Топурия         | 1                    | 75/144                                        | 52 %                                          | 22/47                | 32/62                | 21/35                | -                    | -                    | 49/114               | 11/14                | 15/16                | 71/140               | -                    | 4/4                  | 2/2                  | 100 %                | 0:45                 | 0                    |
| Макс Холоуэй         | 0                    | 79/204                                        | 38 %                                          | 30/75                | 35/102               | 14/27                | -                    | -                    | 47/151               | 13/30                | 19/23                | 79/204               | -                    | -                    | 0/0                  | -                    | -                    | 0                    |

В соглавном бою Хамзат Чимаев победил Роберта Уиттакера болевым приёмом в 1-м раунде.
| Статистика поединка: | Статистика поединка: | Статистика поединка:                          | Статистика поединка:                          | Статистика поединка: | Статистика поединка: | Статистика поединка: | Статистика поединка: | Статистика поединка: | Статистика поединка: | Статистика поединка: | Статистика поединка: | Статистика поединка: | Статистика поединка: | Статистика поединка: | Статистика поединка: | Статистика поединка: | Статистика поединка: | Статистика поединка: |
| Участник             | Нокдауны             | Акцентрованные удары (по цели/всего/точность) | Акцентрованные удары (по цели/всего/точность) | По раундам           | По раундам           | По раундам           | По раундам           | По раундам           | По цели              | По цели              | По цели              | По позиции           | По позиции           | По позиции           | Тейкдауны            | Тейкдауны            | Контроль             | Попытка приема       |
| Участник             | Нокдауны             | Акцентрованные удары (по цели/всего/точность) | Акцентрованные удары (по цели/всего/точность) | 1Р                   | 2Р                   | 3Р                   | 4Р                   | 5Р                   | Голова               | Корпус               | Ноги                 | Дистанция            | Клинч                | Партер               | Тейкдауны            | Тейкдауны            | Контроль             | Попытка приема       |
| -------------------- | -------------------- | --------------------------------------------- | --------------------------------------------- | -------------------- | -------------------- | -------------------- | -------------------- | -------------------- | -------------------- | -------------------- | -------------------- | -------------------- | -------------------- | -------------------- | -------------------- | -------------------- | -------------------- | -------------------- |
| Роберт Уиттакер      | 0                    | 2/2                                           | 100%                                          | 2/2                  | -                    | -                    | -                    | -                    | 0/0                  | 0/0                  | 2/2                  | 2/2                  | 0/0                  | 0/0                  | 0/0                  | -                    | 0:00                 | 0                    |
| Хамзат Чимаев        | 0                    | 3/4                                           | 75%                                           | 3/4                  | -                    | -                    | -                    | -                    | 2/3                  | 1/1                  | 0/0                  | 0/1                  | 0/0                  | 3/3                  | 2/4                  | 50%                  | 3:20                 | 1                    |

| Бой    | Весовая категория        | Результат боя        | Результат боя        | Результат боя | Результат боя | Результат боя | Результат боя    | Результат боя | Способ победы                                          | Раунд | Время | Рефери в ринге |
|        |                          | Главный кард         |                      |               |               |               |                  |               |                                                        |       |       |                |
| Бой 13 | Полулёгкий вес           |                      | Илия Топурия         | Ч             | поб.          |               | Макс Холлоуэй    | #2            | Нокаут (хук слева и добивание)                         | 3     | 1:34  | Марк Годдард   |
| Бой 12 | Средний вес              |                      | Хамзат Чимаев        | #13           | поб.          |               | Роберт Уиттакер  | #3            | Сдача, болевой приём (давление на челюсть)             | 1     | 3:34  | Джейсон Херцог |
| Бой 11 | Полутяжёлый вес          |                      | Магомед Анкалаев     | #1            | поб.          |               | Александар Ракич | #5            | Единогласное решение (29-28, 29-28, 29-28)             | 3     | 5:00  | Витор Рибейру  |
| Бой 10 | Полулёгкий вес           |                      | Лерон Мёрфи          | #12           | поб.          |               | Дэн Иге          | #14           | Единогласное решение (29-28, 29-28, 29-28)             | 3     | 5:00  | Марк Смит      |
| Бой 9  | Средний вес              |                      | Шарабутдин Магомедов |               | поб.          |               | Армен Петросян   |               | Нокаут (двойной удар рукой с разворота)                | 2     | 4:52  | Керри Хэтли    |
|        |                          | Предварительный кард |                      |               |               |               |                  |               |                                                        |       |       |                |
| Бой 8  | Полутяжёлый вес          |                      | Ибо Аслан            |               | поб.          |               | Раффаэл Серкейра | д             | Технический нокаут (серия ударов в голову)             | 1     | 0:51  | Марк Годдард   |
| Бой 7  | Полусредний вес          |                      | Джефф Нил            | #10           | поб.          |               | Рафаэл дус Анжус | #15*          | Технический нокаут (травма колена)                     | 1     | 1:30  | Марк Смит      |
| Бой 6  | Промежуточный вес (160)* |                      | Матеуш Рембецкий     |               | поб.          |               | Мыктыбек Оролбай |               | Раздельное решение (28-29, 29-28, 29-28)               | 3     | 5:00  | Витор Рибейру  |
| Бой 5  | Средний вес              |                      | Абусупьян Магомедов  |               | поб.          |               | Брунну Феррейра  |               | Сдача, удушающий приём (ручной треугольник)            | 3     | 3:14  | Марк Годдард   |
| Бой 4  | Тяжёлый вес              |                      | Кеннеди Нзечукву     |               | поб.          |               | Крис Барнетт     |               | Технический нокаут (удар коленом в корпус и добивание) | 1     | 4:27  | Джейсон Херцог |
| Бой 3  | Полулёгкий вес**         |                      | Фарид Башарат        |               | поб.          |               | Витор Уго        |               | Единогласное решение (30-27, 29-28, 29-28)             | 3     | 5:00  | Керри Хэтли    |
| Бой 2  | Средний вес              |                      | Исмаил Наурдиев      |               | поб.          |               | Бруну Силва      |               | Единогласное решение (30-27, 30-27, 30-27)             | 3     | 5:00  | Марк Смит      |
| Бой 1  | Полусредний вес          |                      | Ринат Фахретдинов    |               | поб.          |               | Карлус Леал      | д             | Единогласное решение (29-28, 29-28, 30-27)             | 3     | 5:00  | Витор Рибейру  |

Официальные судейские карточки турнира.

## Награды
Следующие бойцы были удостоены денежного бонуса в размере $50,000:
- Лучший бой вечера: Матеуш Рембецкий - Мыктыбек Оролбай
- Выступление вечера: Илия Топурия, Хамзат Чимаев и Шарабутдин Магомедов